# Ерміл Георгіу
Ерміл Георгіу (рум. Ermil Gheorghiu; 13 лютого 1896, Ботошані — 14 січня 1977, Бухарест) — румунський військовий діяч, генерал-майор. Кавалер Лицарського хреста Залізного хреста.

## Біографія
Учасник Першої світової війни. В 1944 році — начальник Генерального штабу румунських ВПС. З 23 серпня по 4 листопада 1944 року очолював статс-секретаріат ВПС (тобто фактично був головнокомандувачем румунською авіацією).

## Нагороди
- Орден Михая Хороброго 3-го класу (12 червня 1917)
- Офіцер ордена Зірки Румунії (8 червня 1940)
- Орден «Доблесний авіатор»
- Залізний хрест 2-го і 1-го класу
- Німецький хрест в золоті (11 лютого 1944)
- Лицарський хрест Залізного хреста (4 квітня 1944)